# Michael Weatherly
Michael Manning Weatherly, Jr. (Nueva York, Estados Unidos; 8 de julio de 1968) es un actor y cantante estadounidense, conocido por sus papeles de Logan Cale en la serie de televisión Dark Angel , El Agente Especial Anthony DiNozzo en NCIS y el doctor en Psicología Jason Bull en Bull

## Biografía
Nacido en Nueva York, es hijo de Patricia O'Hara (directora de un hospital) y Michael Manning Weatherly, Sr (un adinerado importador). Se crio en Fairfield, Connecticut, y dejó la universidad para seguir una carrera en actuación. También tenía mucho interés por la música, y tocó en una banda mientras estudiaba actuación. Mientras tocaba en la banda, empezó a actuar profesionalmente y llegó a su primer papel en 1991 como el compañero de cuarto de Theo Huxtable en The Cosby Show (1984). Entre1992 y 1996, el papel de Cooper Alden que interpretó en las series Loving (1983) y The City (1995), hizo que empezase a ganar notoriedad y a ser reconocido por el público.
Al tener que realizar numerosas apariciones en televisión se fue a Los Ángeles, California. Después de mudarse a Los Ángeles, obtuvo un papel regular en la serie de FOX Significant Others (1998). Weatherly conoció entonces al director Whit Stillman, quien lo llamó para actuar en The Last Days of Disco (1998) como antagonista de Chloë Sevigny. Michael Weatherly también fue protagonista como exesposo de Christina Applegate en la serie Jesse (1998), y trabajó en películas como The Specials (2000), Blanco perfecto (2000), como antagonista de Liam Neeson y Sandra Bullock, y Venus and Mars (2001). 
Trabajó en las dos temporadas de la serie Dark Angel (2000) con Jessica Alba, interpretando al periodista Logan Cale.
En 2003 trabajó en la serie NCIS, interpretando el papel del Agente Especial Anthony DiNozzo, con una personalidad muy exitosa. Michael abandonó la serie en la temporada 13, acabada de emitir el 17 de mayo de 2016, tras haber participado como actor principal en todas las anteriores temporadas.
Actualmente es el protagonista de la serie estadounidense Bull.

## Vida personal
En febrero de 1995 se casó con la actriz Amelia Heinle, con quien apareció en las series The City y Loving. Su matrimonio no duró mucho y se divorciaron en 1997, a pesar del nacimiento de su hijo August Manning Weatherly, en 1996. Desde abril de 2000 tuvo una relación con Jessica Alba en ese entonces de 19 años y casi 13 años menor que él, incluso se comprometieron para casarse, finalmente se separaron en agosto de 2003 sin concretar sus planes de boda. Desde septiembre de 2009 está casado con Bojana Jankovic, una médica serbio-canadiense. El 10 de abril de 2012 nació su primera hija, Olivia Weatherly. El 29 de octubre de 2013 nació su segundo hijo Liam Weatherly.

## Filmografía

### Televisión
| Televisión       | Televisión                   | Televisión                      | Televisión                                              |
| ---------------- | ---------------------------- | ------------------------------- | ------------------------------------------------------- |
| Año              | Título                       | Papel                           | Notas                                                   |
| 1991             | The Cosby Show               | Compañero de cuarto de Theo     | 1 episodio                                              |
| 1991             | Guiding Light                | Asesino                         | 1 episodio                                              |
| 1992-1995        | Loving                       | Cooper Alden                    |                                                         |
| 1995             | The City                     | Cooper Alden                    |                                                         |
| 1996             | Pier 66                      | Decker Monroe                   | Telefilme                                               |
| 1997             | Spy Game                     | James Cash                      | 1 episodio                                              |
| 1997             | Asteroid                     | Dr. Matthew Roger               | Telefilme                                               |
| 1998             | Significant Others           | Ben Chasen                      | 6 episodios                                             |
| 1998             | Jesse                        | Roy                             | 6 episodios                                             |
| 1998             | The Crow: Stairway to Heaven | James Horton                    | 1 episodio                                              |
| 1998             | The advanced Guard           | Kevin, prisionero               | Telefilme                                               |
| 1999             | Charmed                      | Brendan Rowe                    | 1 episodio                                              |
| 1999             | Winding Roads                | Mick Simons                     | Telefilme                                               |
| 1999             | The Crow: Stairway to Heaven | James Horton                    | 1 episodio                                              |
| 2000             | Ally McBeal                  | Wayne Keebler                   | 1 episodio                                              |
| 2000             | Grapevine                    | Jack Vallone                    | 1 episodio                                              |
| 2000             | Cabin by the lake            | Boone                           | Telefilme                                               |
| 2000-2002        | Dark Angel                   | Logan Cale                      | 42 episodios                                            |
| 2002             | Girls Club                   | Ginecólogo                      | 2 episodios                                             |
| 2003             | JAG                          | Agente Especial Anthony DiNozzo | 2 episodios                                             |
| 2003-2016 - 2024 | NCIS                         | Agente Especial Anthony DiNozzo | 306 episodios Temporadas 1 - 13 Temporada 21 episodio 2 |
| 2004             | The Mystery of Natalie Wood  | Robert Wagner                   | Telefilme                                               |
| 2007             | A sentimental conversation   | Rex                             | Telefilme                                               |
| 2012             | Major Crimes                 | Thorn Woodson                   | 1 episodio Actor invitado                               |
| 2014             | NCIS: New Orleans            | Agente Especial Anthony DiNozzo | 1 episodio                                              |
| 2015             | NCIS: Los Angeles            | Agente Especial Anthony DiNozzo | 1 episodio                                              |
| 2016-2022        | Bull                         | Dr. Jason Bull                  |                                                         |

### Películas
| Película | Película                              | Película               |
| -------- | ------------------------------------- | ---------------------- |
| Año      | Título                                | Papel                  |
| 1997     | Meet Wally Sparks                     | Dean Sparks            |
| 1998     | The Last Days of Disco                | Hap                    |
| 2000     | Blanco perfecto                       | Dave Juniper           |
| 2000     | The Specials                          | Verdict                |
| 2001     | Venus and Mars                        | Cody Battle Vandermeer |
| 2001     | Trigger Happy                         | Bill                   |
| 2005     | Her Minor Thing                       | Tom                    |
| 2009     | The Hitmen Diaries: Charlie Valentine | Danny Valentine        |